# 浅蔵五十吉
浅蔵 五十吉（あさくら いそきち、1913年2月26日 - 1998年4月9日）は、日本の陶芸家である。浅蔵五十吉の二代目、本名は与作（よさく）。

## 経歴
石川県能美郡寺井町（現能美市）生まれ。初代徳田八十吉、北出塔次郎等に師事。
1981年（昭和56年）、日本芸術院賞受賞。1984年（昭和59年）に日本芸術院会員、1992年（平成4年）に文化功労者、1996年（平成8年）に九谷焼作家として初めてとなる文化勲章を受章した。
1993年（平成5年）、故郷の寺井町に「浅蔵五十吉美術館」が開館した。設計は池原義郎。
1998年（平成10年）4月9日、呼吸不全のため金沢大学医学部付属病院で死去。享年85。1999年（平成11年）には後継者が三代目を襲名した。